# PhysicsWorld
PhysicsWorld — журнал членов Института Физики (IOP). Выходит ежемесячно в виде печатного издания, а также в электронном варианте несколько раз в неделю. Покрывает все области физики: теоретической и прикладной, промышленной, а также преподавательской. Был основан в 1988 году IOP Publishing Ltd и является с тех пор одним из лидирующих в мире физических журналов. В 2005 году число подписчиков составило 35000. Издателем является Матин Дюррани, ассоциированным издателем − Денс Милн, издателем новостей является Майкл Бэнкс, также участвуют Хоао Медейрос и Маргарет Хэррис. Хэмиш Джонстон выпускает электронный вариант журнала
PhysicsWorld Архивная копия от 9 мая 2021 на Wayback Machine, а Джеймс Дэси является его репортером.

## Журнал обеспечивает
- Освещение международных научных новостей
- Обзоры крупнейших учёных мира и научных журналистов по актуальным проблемам физики
- Вакансии в физических лабораториях, университетах
- Интервью с крупнейшими учёными мира
- Книжные обзоры